# Malformation lymphatique

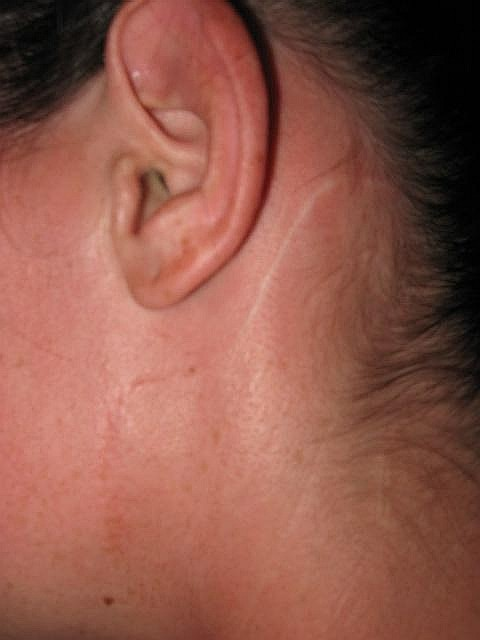
Cicatrice d'une intervention sur lymphangiome kystique cervical.

La malformation lymphatique (ML), anciennement appelée lymphangiome, est une malformation tumorale localisée (cutanée, sous cutanée ou muqueuses) du système lymphatique.
Elle est plus souvent congénitale mais parfois acquise durant l'enfance (alors avant 2 ans en général).   
Elles sont plus fréquemment dans les régions axillaire et cervicale. 
De nombreuses formes cliniques existent chez l’enfant, qu'on peut classer en : 
- le lymphangiome circonscrit et superficiels, ou plus rarement étendu. Il forme « un placard bosselé plus ou moins étendu recouvert de pseudo-vésicules translucides laissant soudre un liquide clair ou rosé à la ponction ». La palpation fait sentir une alternance de zone molles et dures. Les lymphangiomes augmentent en taille avec le temps, avec de possibles poussées inflammatoires en cas de geste chirurgical intempestif. Ils sont plus souvent localisés sur la partie proximale des membres, les plis axillaires, les épaules, le cou, la langue et les muqueuses.

Rarement, les lésions associées peuvent être très étendues ;
- la malformation lymphatique macrokystique, gros kystes souvent uniloculaires et localisée au cou, parfois dans les creux axillaires, l'aine ou les creux poplités. Elle apparait à la naissance ou chez le bébé. Les lésions régressent parfois, mais elles tendent plus souvent à grossir, lors de poussées inflammatoires brutales et semblant imprévisibles.
- la malformation lymphatique microkystique tissulaire infiltrante, souvent associées[2]
- Des formes viscérales sont rares mais possibles.

## Traitement
Le traitement de première intention, pouvant être renouvelé selon l'évolution, consiste en la réalisation de scléroses percutanées avec divers sclérosants. 

Cette opération se fait sous anesthésie générale. 
La chirurgie est proposée en seconde intention en cas d'échec de la sclérothérapie 